# Allhaming
 (novembre 2018).
Si vous disposez d'ouvrages ou d'articles de référence ou si vous connaissez des sites web de qualité traitant du thème abordé ici, merci de compléter l'article en donnant les références utiles à sa vérifiabilité et en les liant à la section « Notes et références ».
Allhaming est une commune autrichienne, située dans le district Linz-Land en Haute-Autriche, au bord de l’autoroute de l’ouest (A1).
Allhaming comptait au dernier recensement de 2001 1.028 habitants. Les communes limitrophes de Allhaming sont Neuhofen an der Krems, Kematen an der Krems, Eggendorf im Traunkreis, Weißkirchen an der Traun et Pucking.

Allhaming est divisée en quartiers: Allhaming, Laimgräben, Lindach et Sipbach et cette commune se trouve presque au milieu du triangle urbain de Linz, Wels et Steyr. La commune est traversée par le Sipbach.
Le conseil municipal se compose de 13 membres dont 8 appartient au ÖVP et 5 au SPÖ - le maire Dr. Joachim Kreuzinger appartient au ÖVP.
À l’origine, cette commune faisait partie du duché de Bavière. À partir du XIIe siècle, elle a été rattachée au duché d’Autriche et après 1490, à la principauté "Österreich ob der Enns". Dès 1918, la commune appartient à la Haute –Autriche.

Le nom de Allhaming est issu du nom de personne "Adalhelm" ou "Adelhelm" (avant 1000), Alhaiming (1277) et depuis 1850, après une réforme communale, la commune s’appelle Allhaming et existe sous sa forme actuelle.
Les couleurs municipaux sont vert- jaune- vert. On le retrouve dans le blason. Il y a quelques années qu’on a introduit un costume folklorique typique de la commune, pour lequel on peut choisir les couleurs du blason (vert, jaune, bleu et rouge).
Un monument provenant de l’église de Allhaming se trouve maintenant dans la collection d’objets d’arts du monastère de Kremsmünster, c’est l’autel de Saint Wendelin. Une reproduction de taille originale est située dans l’église de Allhaming. Le patron de la paroisse est Saint Georges et sa fête a lieu le 23 avril.
La commune entretient des relations privilégiées avec les communes allemandes de Aholming et de Osterbuch (commune Laugna).